# أحمد نقا المطيري
أحمد نقا المطيري، لاعب النادي الكويتي الرياضي للمعاقين بألعاب الجري وكرة السلة، بدولة الكويت.
حاصل على الميدالية الذهبية في دورة الألعاب البرالمبية الصيفية أولمبياد ريو دي جانيرو 2016، والميدالية الفضية بسباق 100 متر بدورة الألعاب البارالمبية المصاحبة لأولمبياد طوكيو 2020.